# Râul Albești, Vedea
Râul Albești este un curs de apă, afluent al râului Vedea. 